# Zootrophion dodsonii
Zootrophion dodsonii är en orkidéart som först beskrevs av Carlyle August Luer, och fick sitt nu gällande namn av Carlyle August Luer. Zootrophion dodsonii ingår i släktet Zootrophion och familjen orkidéer. Inga underarter finns listade i Catalogue of Life.